# Moi... Lolita
"Moi... Lolita" (나... 로리타)는 프랑스의 가수 알리제의 노래로 알리제가 15살 때 데뷔한 곡이다. 구르망디즈(2000) 앨범에 수록되어있다. 프랑스, 스페인, 벨기에, 조지아, 오스트리아, 네덜란드, 이스라엘, 레바논, 우크라이나, 터키, 시리아, 아제르바이잔, 러시아, 그리스, 이탈리아, 독일, 폴란드, 덴마크, 불가리아, 영국, 브라질, 아르헨티나, 미국, 캐나다, 대한민국, 타이완, 일본, 이란 등 전 세계의 차트를 휩쓸며 전대미문의 인기를 끌었다.

## 배경
1999년 알리제는 M6 채널의 탤런트쇼 Graines de Star에 출연하였다. 원래는 프로그램의 댄스 부문에 들어가려했으나, 그룹 댄서만이 허용되었기에 음악을 대신 참가했다고 한다. 쇼에서는 제니퍼 로페즈의 "Waiting for Tonight"와 악셀레드의 1997년 싱글 "Ma Priere"를 불렀다. 방송에서 그녀는 Meilleure Graine 어워드를 받고 밀렌 파머와 로랑 부토나의 눈에 띄어 연예게에 데뷔하게 된다.

## 작곡
음악은 알리제의 이미지를 매혹스러운 로리타로 만들어주었다. 블라디미르 나보코프의 소설에 영감을 받았다. 노래 중간중간에 작곡가 밀렌 파머에 대한 레퍼런스가 등장한다.

## 평가
NME의 피터 로빈슨은 노래를 극히 칭찬하며 "이것은 팝이어야할 팝 음악이다. 결백함과 버킨부터 파라디스까지 이어져온 프랑스의 경험이 완벽한 결혼을 이루었다. 거기에다가 추가로 가장 전자적인 미들 에이츠(middle eights)가 기록되었다."

## 뮤직 비디오
비디오에서 알리제는 시골소녀지만 나이트클럽에서 재미있게 노는 모습으로 나온다. 비디오의 시작부터 알리제는 알리제를 사랑하고 돈을 주는 남자에게서 도망치고 있다. 나중에 알리제는 그녀의 여동생과 나이트 클럽에가서 춤을 춘다. 비디오는 알리제와 소녀가 맨 처음에 그들을 쫓던 남자에게서 도망치는 모습으로 끝난다.
비디오의 시작에서 알리제에게 사랑을 이야기하는 부분이 곡 제목인 나는 로리타의 핵심인데, 알리제는 사랑한다는 남자의 말에 대답은 없지만 그에게 200프랑을 가지고 있는지 묻는다. 후에 알리제의 인터뷰에 따르면 이 음악의 제작에 알리제도 참여했는지 묻는 질문에, 직접 참여는 안했지만 작사가가 알리제에게 그녀의 유년기와 경험에 대해서 인터뷰했었고, 그를 토대로 영감을 받아 만들어진것이라고 밝혔었다. 정확하게 어느정도인지는 알 수 없지만, 알리제가 타고난 춤꾼이었던 것과 그녀의 미모, 시골 가정에서의 삶을 생각해보면 성인 남자가 그녀를 추구하고 쫓는 모습은 어느정도 그녀의 삶에서 기반한 내용이라고 추측된다. 가사중에는 이런 내용이 있는데 "C’est pas ma faute à moi 내 잘못 만은 아니야"라는 부분은 알리제 스스로의 삶에대한 자전적인 성찰로 꼬이는 남자들과 방탕해지는 생활은 자기 잘못이 아니라고 설명하는 것이라 할 수 있다. 앨범을 통틀어 사고투성이인 유년기가 묘사되는데 그녀의 이름 무역풍 Alizee에 관한 내용을 다루는 L'Alize에서는 알리제와 Je n'ai pas vingts ans (아직 20살이 아니야) 등의 노래에서도 다시 확인 할 수 있다.

## 음반 성적
프랑스에서는 2위를 기록하고 5위권 내에 24주 연속으로 머물지만 그레고리 바케의 "Les Rois du monde"를 이기지 못하였다. 그런데 두번째 싱글 "L'Alizé"가 1위를 차지할 때에도 Moi Lolita는 3위에 있었다. 발매 2달후 SNEP가 골드 증명을 내렸다. 통합 1,282,000 units 곡이 팔렸으며 프랑스 역사상 31번째로 많이 팔린 음악이 되었다.
영국에서는 비영어권 음악으로서는 유일하게 순위 10에 올랐다.

## 매체에서의 등장
- 리들리 스콧의 영화 A Good Year에 등장한다.

## 음악 목록
CD single - France
1. "Moi... Lolita" (single version)
2. "Moi... Lolita" (the piano version)

CD single - UK
1. "Moi... Lolita" (single version) — 4:16
2. "Moi... Lolita" (Lola extended remix) — 6:30
3. "Moi... Lolita" (illicit full vocal mix) — 8:05
4. "Moi... Lolita" (CD rom video) — 4:50

CD maxi - Germany
1. "Moi... Lolita" (radio edit) — 3:40
2. "Moi... Lolita" (single version) — 4:16
3. "Moi... Lolita" (Lola extended remix) — 6:30
4. "Moi... Lolita" (hello helli t'es a dance mix) — 5:50
5. "Moi... Lolita" (Lolidub remix) — 3:45
6. "Moi... Lolita" (the piano version) — 4:20

## 차트 최고 순위
| 차트 (2000—2002)                  | 최고 순위 |
| --------------------------------- | --------- |
| Austrian Singles Chart            | 5         |
| Belgium Flanders Ultratop 50      | 4         |
| Belgium Wallonia Ultratop 40      | 2 (7)     |
| Danish Singles Chart              | 9         |
| Dutch MegaCharts Top 50           | 2         |
| French SNEP Top 100 Singles Chart | 2 (13)    |
| German Singles Chart              | 5         |
| Italian FIMI Singles Chart        | 1 (6)     |
| Polish National Top 50            | 1         |
| Spanish Maxi-Singles Chart        | 1         |
| Swedish Singles Chart             | 52        |
| Swiss Singles Top 100             | 11        |
| UK Singles Chart                  | 9         |
| United World Chart                | 30        |